# شاهمردان
شاهمردان، روستایی از توابع بخش مرکزی شهرستان منوجان در استان کرمان ایران است.
شاهمردان منطقه ای بین دهنو و چیل دهنو هست، زمستان گرمی دارد و تابستان سرد.سی سواری یکی از جنگل های مهم شهرستان منوجان است ک در شاهمردان واقع است. 
هیئت باب الحوائج شاه مردان یکی از بزرگ ترین هیئات شهرستان منوجان است ک هر ساله تعذیه خوانی و مراسم شیر خوارگان حسینی در آن جا بر گذار میشود.

## جمعیت
این روستا در دهستان قلعه قرار دارد و براساس سرشماری عمومی نفوس و مسکن در سال ۱۳۹۵، جمعیت آن برابر با ۶۳۱ نفر (۱۷۵ خانوار) بوده‌است.